# Sankt Vladimirs orden

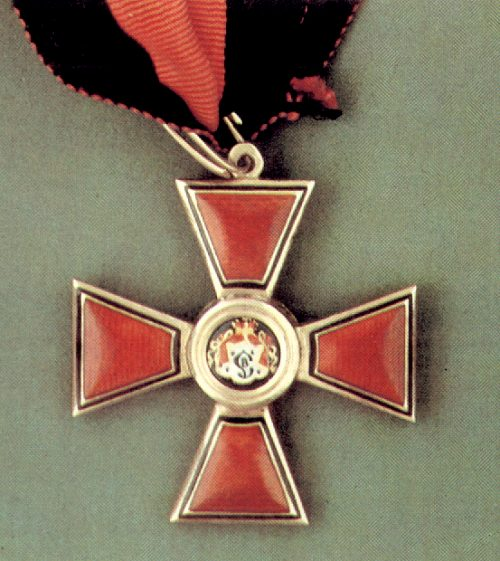
Ordenstecken för tredje klassen av Sankt Vladimirs orden.

Sankt Vladimirs orden (ryska: орден Святого Владимира) var en kejserlig rysk orden instiftad den 22 september 1782 eller 4 oktober 1782 av kejsarinnan Katarina II med anledning av hennes tjugoårsjubileum som regent. Orden är uppkallad efter Vladimir den helige. Sankt Vladimirs orden skulle belöna livslång förtjänstfull insats, civil eller militär, samt framstående förtjänster åt kejsarriket. Orden kunde också tilldelas utlänningar, med det förekom sällan. Orden var nummer fyra i rang i Rysslands ordensväsen, efter Sankt Georgsorden, men före Alexander Nevskijorden. Denna orden upphörde till följd av tsarväldets fall 1917.